# Зграда Јекатеринодарске епархијске женске школе
Зграда Јекатеринодарске епархијске женске школе  је објекат културног наслеђа Русије који се налази у Краснодару у улици Митрофана Седина бр. 4.

## Историја
Одлуку о изградњи Јекатеринодарске епархијске донела је 1894. године Јекатеринодарска градска дума. Пројекат за ову зграду израдио архитекта В. А. Филипов у  еклектичком стилу. Изградња зграде која је почела 1898. године, под вођством инжењера И. Е. Многолета и архитекте И. К. Малгерба, окончана је 1901. године. Током 1913. године на главној згради су дограђени анекси.
Од 1901. до 1917. године у згради се налазила Епархијска женска школа, која је прихватала девојчице из породица свештенства које су већ стекле основно образовање, на пример, у парохијској школи, и школоваловали их 8 година на пуном пансиону. По завршетку школовања матуранткиње су добијала звање кућног или сеоског учитеља и имали су право да предају у гимназији до петог разреда  .
За време Октобарске револуције  у периоду од 1920 до 1921 у згради је била болница.
Од 1921. године у згради се налази Кубански државни медицински универзитет.
Зграда је тешко оштећена током Другог светског рата, али је накнадно обновљена.

## Тренутно стање
Рестаоураторски радови на зубом времена оштешеној згради обављени су  2004. и 2022. године. Том приликом обновљена је фасада зграде, а у централном делу зграде изнад улаза (унутрашњи део централног степеништа), рестауриран је обојен витраж у виду крста.
Богато украшене прозорске навлаке и витраж у виду православног крста у централном истуреном делу објекта (у распону главног степеништа) дају објекту посебну елеганцију.

## Значај и заштита
Зграда некадашње Епархијске женске школе (сада КубДМУ )  проглашена је за споменик грађанске архитектуре Русије с краја 19. и с почетка 20. века, и има статус културног наслеђа од регионалног значаја. 